# Aptopus peregrinus
Aptopus peregrinus is een keversoort uit de familie kniptorren (Elateridae). De wetenschappelijke naam van de soort is voor het eerst geldig gepubliceerd in 1884 door Horn.